# Краснополье (Торбеевский район)
Краснополье — село, центр сельской администрации в Торбеевском районе. Население 188 чел. (2001), в основном русские.
Расположено у истоков р. Парцы и речки Безымянки, в 7 км от районного центра и железнодорожной станции Торбеево. Название-характеристика. В «Списке населённых мест Пензенской губернии» (1869) Краснополье — сельцо владельческое из 91 двора Наровчатского уезда. В селе имеются СХПК «Краснопольский»; основная школа, Дом культуры, магазин, библиотека; памятник уроженцам села, погибшим в годы Великой Отечественной войны. Краснополье — родина заслуженного работника физической культуры РФ и МАССР А. С. Грачёва. В Краснопольскую сельскую администрацию входят д. Козловка (56 чел.) и Шимаревка (60), с. Семивражки (79 чел.).

## Источник
- Энциклопедия Мордовия, В. П. Лузгин.